# صقر بن خالد القاسمي
صقر بن خالد القاسمي (1883–1914) كان حاكم الشارقة من 1883 إلى 1914 وحاكم رأس الخيمة منذ عام 1900 حتى 1910.

## حياته
استقرت الأمور في الشارقة في عهد صقر بن خالد القاسمي بعد وفاة جده سلطان بن صقر القاسمي، حيث اتبع سياسة واقعية مرنة لإحلال التصافي داخل صفوف الأسرة الحاكمة، وبينه وبين زايد بن خليفة آل نهيان حاكم أبوظبي القوي. كما لجأ إلى ملاينة بريطانيا لإزالة تحفظاتها السابقة تجاه أسرته.

## أبناؤه
1. الشيخ سلطان الثاني بن صقر القاسمي، حاكم الشارقة (1924-1951).
2. الشيخ محمد بن صقر القاسمي، حاكم الشارقة (1951-).